# Esperīn
Esperīn (persiska: اسپرين, اِسفرين, اِسپرين) är en ort i Iran.   Den ligger i provinsen Zanjan, i den nordvästra delen av landet, 280 km väster om huvudstaden Teheran. Esperīn ligger 1 745 meter över havet och antalet invånare är 258.
Terrängen runt Esperīn är platt åt nordost, men åt sydväst är den kuperad.Runt Esperīn är det ganska glesbefolkat, med 34 invånare per kvadratkilometer. Närmaste större samhälle är Sojās, 15,2 km öster om Esperīn. Trakten runt Esperīn består i huvudsak av gräsmarker.